# Apresentação (catolicismo)
Apresentação é, no contexto da igreja católica, uma forma de provisão de ofícios eclesiásticos. Encontra-se em vias de desaparecimento, tendo sido já suprimida para o caso dos bispos. É seguida pela instituição, e está definida no Código de Direito Canónico pelos artigos 147, 158ss e 377 § 3.
A apresentação para um ofício eclesiástico por aquele que tem direito de apresentar geralmente é feita à autoridade a quem compete conferir a instituição para o ofício de que se trata, no prazo de três meses depois de recebida a notícia da vagatura do ofício.